# Alejandra Rosales
Alejandra Jasmin Rosales (* 28. Februar 2002) ist eine salvadorianische Leichtathletin, die im Kugelstoßen sowie im Diskuswurf an den Start geht.

## Sportliche Laufbahn
Erste internationale Erfahrungen sammelte Alejandra Rosales im Jahr 2019, als sie bei den U18-NACAC-Meisterschaften in Santiago de Querétaro mit 11,21 m den vierten Platz im Kugelstoßen belegte und im Diskuswurf mit 41,91 m die Silbermedaille gewann. Anschließend gelangte sie bei den U20-Panamerikameisterschaften in San José mit 36,04 m auf Rang neun. 2022 belegte sie bei den Zentralamerikameisterschaften in Managua mit 11,66 m den vierten Platz im Kugelstoßen und gewann mit dem Diskus mit 41,42 m die Bronzemedaille hinter der Panamaerin Aixa Middleton und Estefani Sosa aus Guatemala. Im Jahr darauf belegte sie bei den Zentralamerika- und Karibikspielen in San Salvador mit 12,01 m den achten Platz im Kugelstoßen und gelangte mit dem Diskus mit 42,09 m auf Rang sieben. Anschließend wurde sie bei den U23-NACAC-Meisterschaften in San José mit 12,22 m Sechste im Kugelstoßen und erreichte im Diskusbewerb mit 41,12 m Rang acht.
2022 wurde Rosales salvadorianische Meisterin im Diskuswurf.

## Persönliche Bestleistungen
- Kugelstoßen: 12,22 m, 21. Juli 2023 in San José
- Diskuswurf: 46,57 m, 25. Juni 2022 in San Salvador